# Thaiderces jian
Espèce
Thaiderces jian est une espèce d'araignées aranéomorphes de la famille des Psilodercidae.

## Distribution
Cette espèce est endémique de la province de Yala en Thaïlande,.

## Description
Le mâle holotype mesure 1,41 mm et la femelle paratype 1,60 mm.

## Publication originale
- Liu, Li, Li & Zheng, 2017 : Five new genera of the subfamily Psilodercinae (Araneae: Ochyroceratidae) from Southeast Asia. Zoological Systematics vol. 42, no 4, p. 395-417.